# Redcap
Redcap — английский телесериал, запущенный ABC Weekend Television и транслируемый с 1964 до 1966 на ITV.

## Сюжет
В главной роли Джон Тоу в роли сержанта Джона Манна, члена Специального следственного отделения при Королевской военной полиции, участвовал в двух сезонах и 26 эпизодах. Среди других актёров, появившихся в сериале, были Кеннет Колли, Кит Бэррон, Виндзор Дэвис, Дэвид Батти и Аллан Катбертсон. Сериал был создан Джеком Беллом, также работали сценаристы, в том числе Роджер Маршалл, Трой Кеннеди-Мартин, Джереми Пол, Роберт Холлс и Ричард Харрис.